# Городская больница (станция скоростного трамвая)
«Городска́я больни́ца» (укр. Міська лікарня) — станция метро в городе Кривой Рог. Открыта 19 мая 2001 года. Принимает маршруты 1М 2М
3М 4М

## Описание
В ходе строительства станции трамвайные пути были перемещены и появились кривые малого радиуса, в результате чего трамваи вынуждены снижать скорость и разгоняться, уже отъехав от станции. Поскольку начало строительство совпало с периодом финансовой нестабильности на Украине, с целью экономии средств станцию построили в усеченном виде: узкие и короткие платформы, отсутствие перекрытия над путями и, как следствие, короткие навесы, практически не защищающие пассажиров от осадков. Для входа и выхода был построен подземный вестибюль с кассами и турникетами и подземный переход.
Станция обслуживает жителей южной части микрорайонов «Солнечный», «Восточный-2», «Восточный-3» и комплекс второй городской больницы.
Данной станции в начальном проекте 1972 года не было. Необходимость в ней возникла уже после открытия первой очереди скоростного трамвая, в проектной документации она фигурировала как «Восточная».

## Объявление информатора
- Обережно, двері зачиняються! Наступна станція «Міська лікарня». Архивная копия от 15 ноября 2011 на Wayback Machine (укр.)
- «Міська лікарня» Архивная копия от 15 ноября 2011 на Wayback Machine (укр.)